# Chuchelna (kraj liberecki)
Chuchelna – miejscowość i gmina (obec) w Czechach, w kraju libereckim, w powiecie Semily. W 2022 roku liczyła 1000 mieszkańców.